# Lliga malawiana de futbol
La Lliga malawiana de futbol és la màxima competició futbolística de Malawi. És coneguda com Super League of Malawi, o TNM Super League per patrocini.
Abans de la independència existien dues federacions, la Nyasaland Football Association (NFA) per a blancs i la Nyasa African Football Association (NAFA) per a negres. El 1938 la NAFA fundà la Shire Highlands Football League (SHFL). El 1948 es creà la lliga de la NFA (NFA League). Entre 1964 i 1991 es disputen les lligues de Blantyre & District i de Lilongwe & District. Entre 1969 i 1991 també es disputà el Campionat Nacional.
La Super League of Malawi va ser creada el 1986 i els vuit membres fundadors foren Bata Bullets, Limbe Leaf Wanderers, MDC United, Red Lions, ADMARC Tigers, Silver Strikers, Civo United i MITCO FC.

## Clubs participants temporada 2019
- Be Forward Wanderers (Blantyre)
- Big Bullets FC (Blantyre)
- Blue Eagles FC (Lilongwe)
- Civil Service United (Lilongwe)
- Chitipa United FC (Chitipa)
- Dwangwa United FC (Nkhotakota)
- Kamuzu Barracks FC (Lilongwe)
- Karonga United FC (Karonga)
- Masters Security FC (Lilongwe)
- Mlatho Mponela FC (Mponela)
- Moyale Barracks FC (Mzuzu)
- Mzuni FC (Mzuzu)
- Ntopwa FC (Bangwe)
- Silver Strikers (Lilongwe)
- Mighty Tigers FC (Blantyre)
- TN Stars FC (Kasungu)

## Historial
Font:
Lliga de la Nyasaland Football Association (NFA)-Royle League
- 1948: Blantyre SC
- 1948-49: Mlanje
- 1949-50: Mlanje
- 1950-51: Blantyre SC
- 1951-52: Blantyre SC
- 1952-53: Zomba GC
- 1953-54: Corona
- 1954-55: Corona
- 1955-56: Blantyre SC
- 1956-57: Limbe CC
- 1957-58: Zomba GC
- 1958-59: Blantyre SC
- 1959-60: Blantyre SC
- 1960-61: Olympia
- 1961-62: Limbe CC
- 1962-63: Limbe CC
- 1963-64: Limbe CC

Lliga de Blantyre & District
Després de la fusió de la NFA i la NAFA dins la Malawi FA l'octubre de 1964, es creà la lliga de la ciutat (Blantyre) i els suburbis (CSL).
- 1964-65: Portuguese Wanderers
- 1965-66: Zomba Town
- 1966-67: Wanderers

Campionat Nacional
Durant els períodes 1969-1976 i 1988-1991, els campions reportats són els mateixos que els de la Chibuku Cup, pel que no és clar si aquesta competició fou utilitzada per determinar el campionat nacional aquests anys.
- 1967-68: Limbe Leaf Wanderers
- 1968-69: Limbe Leaf Wanderers
- 1970: Bata Bullets
- 1971: Bata Bullets

- 1972: Bata Bullets
- 1973: Limbe Leaf Wanderers
- 1974: Bata Bullets
- 1975: Bata Bullets
- 1976: Yamaha Wanderers
- 1977: Hardware Stars
- 1978: Bata Bullets
- 1979: Bata Bullets
- 1980: Limbe Leaf Wanderers
- 1981: Bata Bullets
- 1982: ADMARC Tigers
- 1983: Berec Power
- 1984: Bata Bullets
- 1985: Silver Strikers FC
- 1986: Bata Bullets
- 1987: Silver Strikers FC
- 1988: Bata Bullets
- 1989: MITCO FC
- 1990: Sucoma FC
- 1991: Bata Bullets

Superlliga de Malawi
- 1986:  Bata Bullets (1)
- 1987:  Civo United (1)
- 1988:  MDC United (1)
- 1989:  ADMARC Tigers (1)
- 1990:  Limbe Leaf Wanderers (1)
- 1991:  Bata Bullets (2)
- 1992:  Bata Bullets (3)
- 1993:  Silver Strikers (1)
- 1994:  Silver Strikers (2)
- 1995:  Limbe Leaf Wanderers (2)
- 1995-96:  Silver Strikers (3)
- 1996-97:  Telecom Wanderers (3)
- 1997-98:  Telecom Wanderers (4)
- 1998-99:  Bata Bullets (4)
- 1999-00:  Bata Bullets (5)
- 2000-01:  Total Big Bullets (6)
- 2001-02:  Total Big Bullets (7)
- 2002-03:  Bakili Bullets (8)
- 2004:  Bakili Bullets (9)
- 2005-06:  Big Bullets (10)
- 2006:  MTL Wanderers (5)
- 2007:  ESCOM United (1)
- 2008:  Silver Strikers (4)
- 2009-10:  Silver Strikers (5)
- 2010-11:  ESCOM United (2)
- 2011-12:  Silver Strikers (6)
- 2012-13:  Silver Strikers (7)
- 2013-14:  Silver Strikers (8)
- 2014:  Big Bullets (11)
- 2015:  Big Bullets (12)
- 2016:  Kamuzu Barracks (1)
- 2017:  Be Forward Wanderers (6)
- 2018:  Big Bullets (13)
- 2019:  Big Bullets (14)
- 2020-21:  Big Bullets (15)
- 2022:  Big Bullets (16)